# 劉宣曜
劉宣曜（5世紀—479年），彭城郡彭城縣人，南朝宋晉平剌王劉休祐第七子，南平穆王劉鑠繼子。

## 生平
泰始二年（466年），南平王劉子產被宋明帝誅殺。泰始五年六月辛未（469年6月27日），劉宣曜出繼南平穆王劉鑠，襲封南平郡王。
泰始七年（471年），晉平王劉休祐被追免為庶人，劉宣曜也因此被削爵還本，與兄弟徙往晉平郡。元徽元年（473年），劉宣曜兄弟返回京邑。昇明三年（479年），劉宣曜兄弟以謀反之罪被賜死。